# Kampfgeschwader 1 „Hindenburg“
Das Kampfgeschwader 1 „Hindenburg“ war ein Verband der Luftwaffe der Wehrmacht im Zweiten Weltkrieg. Es war nach Paul von Hindenburg benannt, einem Generalfeldmarschall des Ersten Weltkrieges und letztem Reichspräsidenten der Weimarer Republik. Aufgrund dieses Ehrennamens waren die Geschwaderangehörigen berechtigt am rechten Unterarm einen Ärmelstreifen mit der Aufschrift „Geschwader Hindenburg“ zu tragen. Als Kampfgeschwader, ausgestattet mit Bombern, erst vom Typ Heinkel He 111, dann mit der Junkers Ju 88 und zuletzt mit der Heinkel He 177 führte es Luftangriffe mit Bomben auf zugewiesene Ziele durch. Das Geschwader beteiligte sich am Überfall auf Polen, am Westfeldzug, an der Luftschlacht um England, und am Deutsch-Sowjetischen Krieg. Ab 1943 kam es im Mittelmeerraum gegen die Westalliierten zum Einsatz. Es wurde am 25. August 1944 aufgelöst.

## Aufstellung
Das Kampfgeschwader 1 entstand am 1. Mai 1939 nach dem neuen Benennungsschema der Luftwaffe aus dem am 1. April 1936 in Greifswald aufgestellten Kampfgeschwader 152 „Hindenburg“. Die Geschwaderangehörigen trugen seit dem 20. April 1936, am rechten Unterarm einen Ärmelstreifen mit der Aufschrift „Geschwader Hindenburg“. Aus dem Geschwaderstab und der IV./KG 157 entstanden am 1. Mai 1939 in Kolberg (Lage) der Stab und die I./KG 1. Aus der I. Gruppe des Lehrgeschwaders 3 bildete sich am 18. September 1939 in Pinnow-Plathe (Lage) die II./KG 1. Die III./KG 1 entstand am 15. Dezember 1939 in Burg (Lage) aus Personalabgaben der beiden anderen Gruppen. Im August 1940 entstand die IV. (Ergänzungs-)Gruppe in Münster-Handorf (Lage). Am 1. Februar 1944 wurde aus der ehemaligen 9. Staffel die dem Geschwaderstab direkt unterstellte 14. (Eis.) Staffel gebildet. Diese war auf die Bekämpfung von Eisenbahngerät und -strecken spezialisiert. Das Geschwader war von 1939 bis August 1942 mit der Heinkel He 111 ausgestattet. Ab Juni 1940 rüstete die I. Gruppe auf die Junkers Ju 88 um. Der Geschwaderstab tauschte im August 1942 als letzte Einheit seine He 111 mit der Ju 88. Im Ab Dezember 1943 erreichten die ersten Heinkel He 177 die I. und II. Gruppe. Die III. Gruppe konnte erst im Juni 1944 ihre He 177 übernehmen. Die Geschwaderkennung war V4.

## Gliederung
Der Geschwaderstab führte die I. bis IV. Gruppe, die wiederum in Staffeln unterteilt waren. Die 1. bis 3. Staffel gehörte der I. Gruppe, die 4. bis 6. Staffel der II. Gruppe, die 7. bis 9. Staffel der III. Gruppe und die 10. bis 12. Staffel der IV. Gruppe an. Die 14. Staffel unterstand dem Geschwaderstab direkt. Jede Staffel, geführt durch ein Staffelkapitän, war in drei Schwärme mit je vier Flugzeugen unterteilt. Daraus ergab sich eine Sollstärke der Bombergruppe von 36 Flugzeugen in den drei Staffeln und ein Flugzeug für den Gruppenkommandeur. Dies ergab bei vier Bombergruppen eine Sollstärke von 148 Flugzeugen und 4 Flugzeuge für den Geschwaderkommodore und seinen Stab sowie 12 Flugzeuge für die 14. Staffel. Daraus ergibt sich eine Sollstärke von 164 Flugzeugen. Die IV. Gruppe war eine Ergänzungsgruppe und nahm in der Regel nicht an Kampfeinsätzen teil. In ihr wurden frisch ausgebildete oder rekonvaleszente Flieger eine Zeitlang an die Frontbedingungen gewöhnt und geschult, bevor sie in eine der drei Einsatzgruppen wechselten. Darum hatte sie meist ihren Standort in der Heimatbasis des jeweiligen Geschwaders.

## Geschichte

### Überfall auf Polen
Der Stab, die I./Kampfgeschwader 1 und die I./KG 152 (ab 18. September die II./KG 1) nahmen von ihren Heimatbasen Kolberg und Pinnow-Plathe aus am Überfall auf Polen teil. Dazu waren sie der 1. Fliegerdivision der Luftflotte 1 im Nordabschnitt der Front unterstellt. Die beiden Gruppen hatten die Heinkel He 111H-1 und H-2 in ihren Bestand. Dieser Bomber hatte je zwei Jumo 211 A-1 oder Jumo 211 A-3-Motoren, die je 1000 PS leisteten und ihm eine Höchstgeschwindigkeit von 390 km/h und eine Bombenlast von 2000 kg verliehen.

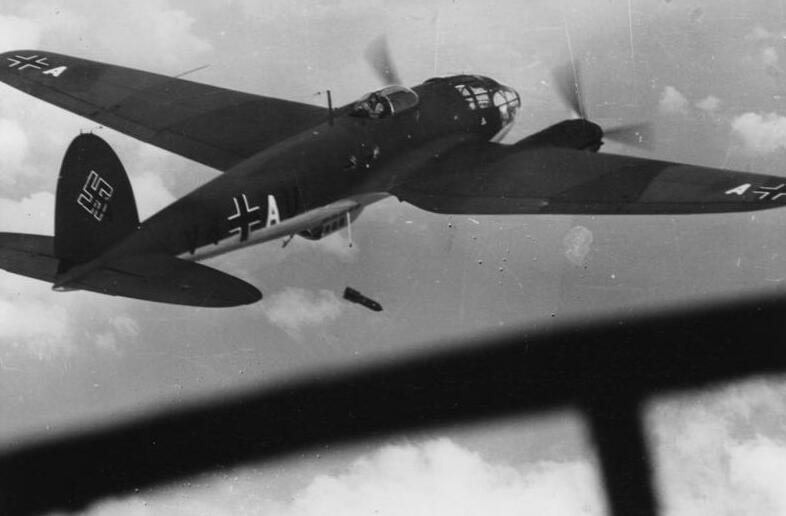
Heinkel He 111H-2 der 10. Staffel beim Bombenabwurf über Polen

Nach Angriffsbeginn bombardierten die beiden Gruppen die polnischen Flugplätze in Puck, Rumia und Toruń und unterstützten die 4. Armee bei der Überwindung des Polnischen Korridors.
Am 3. September erfolgte ein Luftangriff, zusammen mit der I. und der II. Gruppe des Sturzkampfgeschwaders 2, der IV. Gruppe des Lehrgeschwaders 1, der 3. Staffel der Küstenfliegergruppe 706 und die 4. Staffel der Trägergruppe 186 auf Schiffe der polnischen Marine. Dabei wurden der Zerstörer Wicher (Lage), das Torpedoboot Mazur, das Taucherboot Nurek sowie der Minenleger Gryf versenkt.
Am 5. September und an den folgenden Tagen bekämpfte das Geschwader Eisenbahnstrecken und -fahrzeuge im Bereich nordöstlich von Warschau und Kutno. Bei der Einkesselung der polnischen Armee Prusy in der Schlacht bei Radom am 8. und 9. September unterstützte es die Bodentruppen durch Luftangriffe auf Truppenkonzentrationen. Anschließend beteiligte es sich an der Schlacht an der Bzura und bombardierte am 13. September die mit polnischen Truppen belegte Kleinstadt Piątek.  Ab dem 14. September beteiligte sich das Geschwader zusammen mit den Kampfgeschwadern 26 und 55 an der Bekämpfung von Eisenbahnverbindungen im Raum Kowel, Krosno und Luzk. Am 21. September endeten für das Geschwader die Kampfeinsätze in Polen.

### Westfeldzug
Ab dem 16. Oktober verlegte der Geschwaderstab die I. und II. Gruppe nach Faßberg (Lage) und Lüneburg. (Lage) In Vorbereitung auf die Offensive im Westen wurde das Geschwader im Minenauslegen ausgebildet. Ab dem 20. April flog es Propagandaaktionen und warf dabei über Frankreich Flugblätter ab. Es folgten Aufklärungsflüge über feindlichem Gebiet.

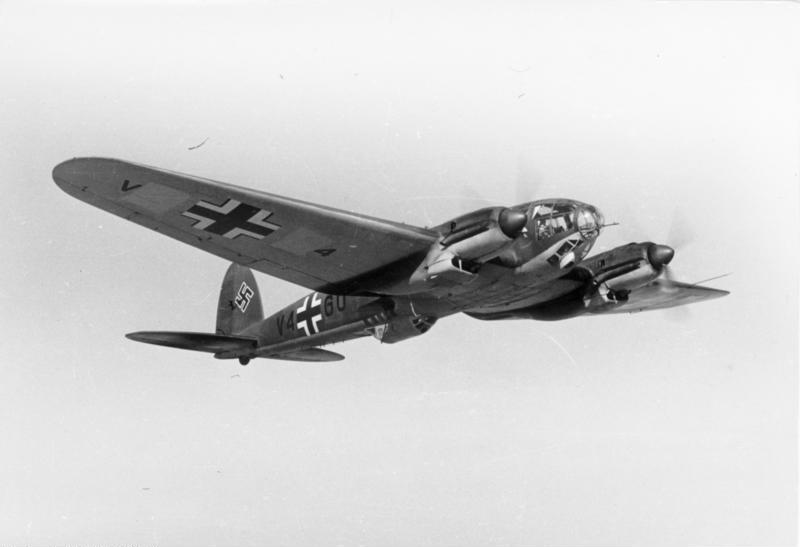
Heinkel He 111 H-2 der 10. Staffel am 21. Juni 1940

In Vorbereitung auf den Westfeldzug verlegte das Geschwader mit den drei Gruppen nach Gießen (Lage), Kirtorf (Lage) und Ettingshausen (Lage). Am 10. Mai 1940, bei Beginn der Offensive im Westen, standen alle drei Gruppen unter dem Kommando des I. Fliegerkorps der Luftflotte 3. In den frühen Morgenstunden griff das Geschwader mit insgesamt 75 einsatzbereiten He 111H-1 und H-2 die nordfranzösischen und belgischen Flugplätze in La Fère, in Amiens-Glisy, in Beaumont-Hamel, in Philippeville, in Cambrai-Niergnies, in Lüttich, in Albert-Picardie und in Valenciennes an und bombardierte das Flugzeugwerk Potez in Albert. Dabei bekamen sie es mit der britischen Royal Air Force zu tun, die mit Hawker Hurricanes des No. 85 Squadron und des No. 607 Squadron die Bomber angriff. Nach Aufzeichnungen der Luftwaffe hatte das Geschwader bei diesen Luftangriffen fünf Bomber als Totalverlust und zwei waren ernsthaft beschädigt. Einer der Gefallenen war der Gruppenkommandeur der III. Gruppe, Major Otto Schnelle, der mit seiner He 111H (Geschwaderkennung V4+AD) abgeschossen wurde.
Vom 11. bis zum 16. Mai unterstützte das Geschwader die 4. Armee, indem es feindliche Truppenansammlungen im Raum Gent, Brüssel und Antwerpen in Belgien bombardierte. Nachdem es am 17. und 18. Mai im Bereich Cambrai gegen die Alliierten gewirkt hatte, flog es Luftangriffe auf französische Hafenstädte am Ärmelkanal um die Einschiffung und Flucht der alliierten Truppen zu verhindern. So traf es Boulogne, Calais und Dünkirchen, das ab dem 26. Mai das Hauptziel war, um die Evakuierung der alliierten Truppen in der Operation Dynamo zu verhindern. Dabei traf es am 27. Mai beim Luftangriff auf die Ostmole des Dünkirchener Hafen, zusammen mit dem Kampfgeschwader 54, den Frachter Aden (8033 BRT) und versenkte ihn.
Am 3. Juni nahm das Geschwader am Unternehmen Paula teil, um die letzten noch vorhandenen Flugzeuge der Armée de l’Air und die Flugzeugindustrie zu zerstören. Da die französische Luftwaffe allerdings vorgewarnt war, gelang es nicht, auf den angegriffenen 13 Flugplätzen nennenswerte Schäden anzurichten. Insgesamt wurden nur 16 Flugzeuge am Boden zerstört und 6 beschädigt. Von den angegriffenen 15 Fabriken wurden nur 3 erwähnenswert beschädigt. Dabei kamen 254 Zivilisten ums Leben und 652 wurden verletzt. Auf deutscher Seite gingen vier Bomber und sechs Jagdflugzeuge verloren.
Anfang Juni belegte das Geschwader Flugplätze im besetzten Nordostfrankreich. Der Stab und die II. Gruppe lagen in Vitry-en-Artois (Lage), die I. Gruppe in Lille-Vendeville (Lage) und die III. Gruppe in Amiens-Glisy. (Lage) Vom 5. bis 11. Juni, nach Beginn der zweiten Phase des Feldzugs, unterstützte es die 4. Armee bei ihrem Vormarsch durch das Loire-Tal. Am 14. und 15. Juni griff das Geschwader Orléans und die Häfen von Brest und Cherbourg an. In der Nacht von 18. zum 19. Juni bombardierte die III. Gruppe, zusammen mit der II. und III. Gruppe des Lehrgeschwaders 1 den Hafen von Bordeaux. Mit dem Waffenstillstand am 22. Juni 1940 endeten für das Geschwader die Kampfhandlungen in Frankreich.

### Luftschlacht um England
In der anschließenden Luftschlacht um England blieb das gesamte Geschwader beim I. Fliegerkorps, nun aber unter dem Kommando der Luftflotte 2. Es flog von den französischen Basen Montdidier (Lage) und Rosières-en-Santerre (Lage) Luftangriffe.
Die I. Gruppe rüstete im Juni auf die Junkers Ju 88A-1 und A-5 um. Im Vergleich zur bisher verwendeten He 111 hatte sie mit ihren zwei Junkers Jumo 211 Motoren bis zu 400 PS mehr Startleistung. Daraus resultierte eine um 70 km/h höhere Höchstgeschwindigkeit und eine um 400 kg höhere Bombenlast. Die II. Gruppe erhielt die Ju 88 erst Anfang 1941 und die III. Gruppe im September/Oktober 1940. Am 15. Juli hatte der Stab und die drei Gruppen insgesamt 67 He 111 und 27 Ju 88, davon 71 Bomber einsatzbereit, in ihren Reihen.

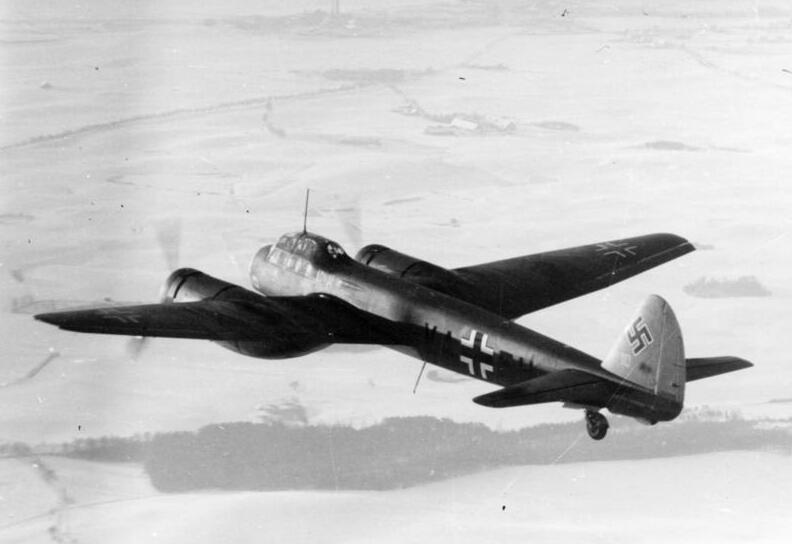
Junkers Ju 88 des KG 1

Erste Flüge über der britischen Insel erfolgten am 22. Juni zur Nachtzeit, um die Nachtjagd des Fighter Command der RAF zu testen. Am 11. Juli griff die 1. Staffel unter Verlust von zwei Maschinen die Marinewerft in Portsmouth an. Dabei wurde sie von Hurricanes der No. 145 Squadron und Spitfires der No. 601 Squadron attackiert. Nachdem der Luftkrieg nach dem 13. August in Vorbereitung des Unternehmens Seelöwe verschärft wurde, griff die I. und II. Gruppe am 16. August mit 60 Bombern den Flugplatz in London Biggin Hill und am 18. August in Duxford an. Vom 17. zum 25. August bombardierte die II. Gruppe industrielle Anlagen im Süden Englands. Am 30. August griff sie das Royal Aircraft Establishment, eine Forschungs- und Entwicklungsinstitution an und bombardierte das Vauxhall Motors Werk in Luton. Dabei schossen die No. 56 Squadron und die No. 253 Squadron fünf Bomber ab. In den angegriffenen Objekten starben 53 Zivilisten und 113 wurden verletzt. Am 1. und am 4. September griff die I. Gruppe zur Nachtzeit den an der Themse vor den Toren Londons gelegenen Hafen Tilbury an. Dabei gelang es britischen Nachtjägern vom Typ Blenheim am 5. September gegen 2:15 Uhr den Gruppenkommandeur Major Ludwig Maier in seiner Ju 88 mit der Geschwaderkennung V4+AB abzuschießen. Er überlebte den Absturz nicht.
Am 7. September begannen die von den Briten als The Blitz bezeichneten Luftangriffe auf London. An diesem Tag griffen die Kampfgeschwader 1, 2, 3, 26 und 76, unterstützt von Jagdflugzeugen des Typs Messerschmitt Bf 110 und Bf 109 der Jagdgeschwader 2, 3, 51, 52, 54, I./JG 77 und des LG 2 sowie des Zerstörergeschwaders 2. Dabei starben im Großraum London 448 Zivilisten und 1337 wurden verletzt. Das Geschwader verlor jeweils eine He 111 der 5. und 6. Staffel. Am 9. September erfolgte ein weiterer Luftangriff auf die Bodenorganisation der RAF, als die Flugplätze Biggin Hill, Kenley, Croydon und Northolt angegriffen wurden. Dabei kam es zu heftigen Luftkämpfen, in deren Folge drei He 111 des Geschwaders abgeschossen wurden. Es folgten weitere Luftangriffe auf London am 11. September, am 15. September, am 29. September und in der Nacht vom 4. auf 5. Oktober, bei denen einzelne Staffeln des Geschwaders beteiligt waren.  Bei den Nachtangriffen kam es zu erhöhten Ausfällen ohne Feindeinwirkung aufgrund von Flugunfällen. Nachdem die III. Gruppe ihre neuen Ju 88A-4 bekommen hatte, verlegte sie von Münster-Handorf (Lage) nach Bapaume (Lage) und nahm wieder an Einsätzen gegen die britische Insel teil. Ihre ersten Luftangriffe flog sie am 27. und 29. Oktober gegen die RAF-Flugplätze in Horsham St Faith und West Raynham.

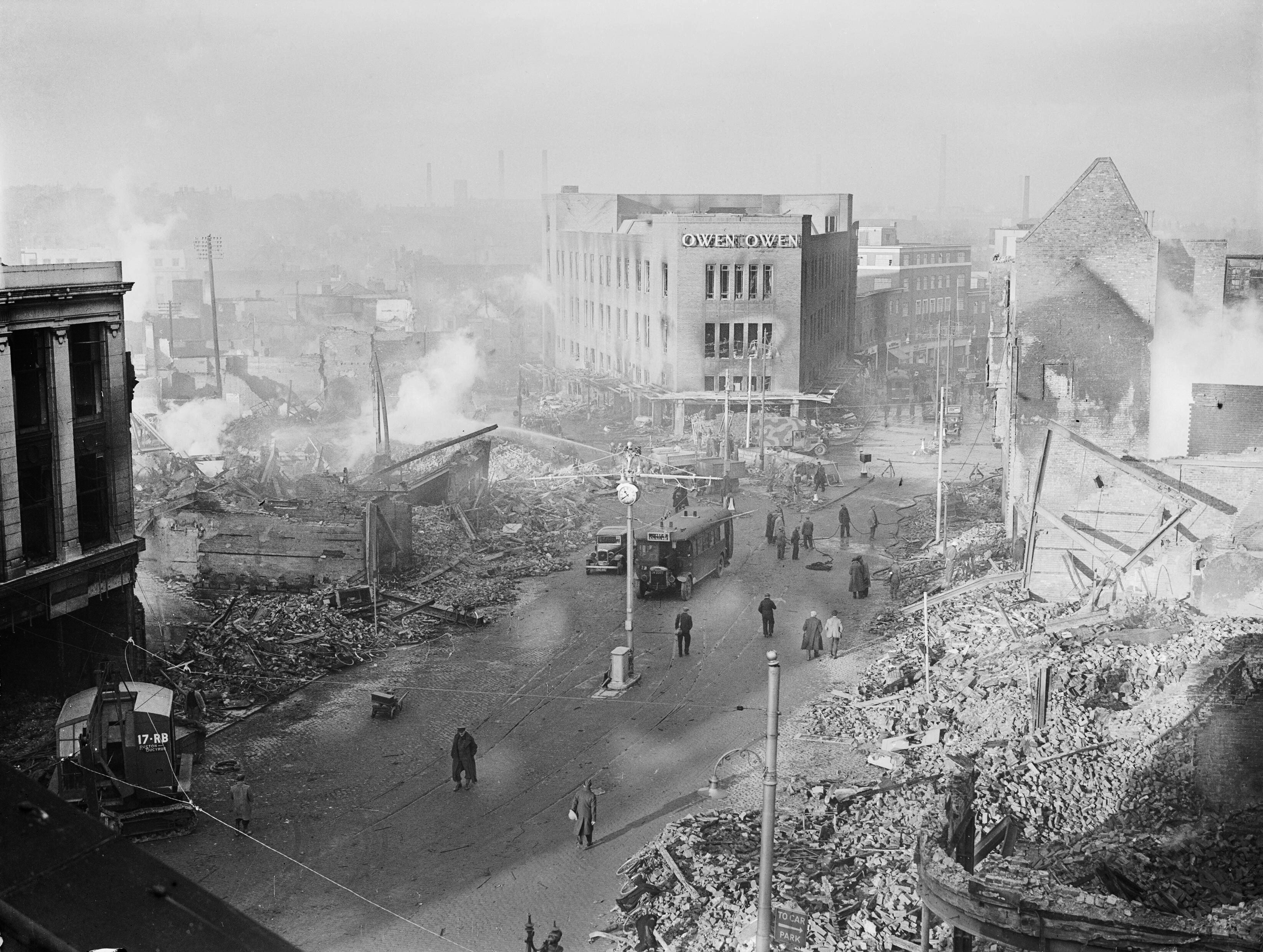
Die zerstörte Innenstadt Coventrys am 16. November 1940

Im Oktober trat der Luftkrieg gegen das Vereinigte Königreich in eine neue Phase. Aufgrund der hohen Verluste bei Tagangriffen führten die Kampfgeschwader jetzt überwiegend Nachtangriffe durch. Zur Navigation bei Dunkelheit nutzten die Bomberbesatzungen das X-Verfahren oder das neuere Knickebein-Verfahren, mit dem es möglich war, Flächenziele in einer Entfernung von 250 km in einem Zielkreis von ± 1500 m mit ausreichender Genauigkeit zu treffen. In der Nacht vom 1. zum 2. November nahmen alle drei Gruppen des Geschwaders, zusammen mit anderen Geschwadern, an einen Luftangriff auf London teil. Am 4./5., am 6./7. und am 9./10. November bombardierten sie erneut London. Am 8./9. November bombardierte es Birmingham, wo am 19./20. und am 20./21. November weitere Luftangriffe folgten. Bei dieser von den Briten als Birmingham Blitz bezeichneten Angriffsserie starben im November 800 Zivilisten, 2.345 wurden verletzt und rund 20.000 verloren ihre Unterkunft. Nach kleineren Luftangriffen in Staffelstärke auf Städte wie Brighton, Worthing, Dover, Horsham, Woodford und Newton Heath erfolgte am 14./15. November ein Luftangriff auf Coventry, an dem auch andere Kampfgeschwader beteiligt waren. Insgesamt waren 515 Bomber auf dem Weg, die etwa 500 Tonnen Sprengbomben, 50 Luftminen und 36.000 Brandbomben warfen. Dieser als Unternehmen Mondscheinsonate bezeichnete Luftangriff forderte 568 Menschenleben und 1000 Verletzte. Es wurden etwa 60.000 Gebäude getroffen und 4.000 Wohnungen, etwa dreiviertel der Industrieanlagen zwischen den Wohngebäuden wurden zerstört. Weitere Luftangriffe auf Coventry erfolgten am 18./19. und am 24./25. November. Während eines Luftangriffs auf London am 15./16. November bombardierte das Geschwader den Küstenort Hastings an der Straße von Dover. Im Dezember setzte es die Luftangriffe auf britische Städte fort. Die Ziele waren Bristol (2./3. Dezember), Birmingham, London (3./4. Dezember) durch I./KG 1, Birmingham and Sheerness (11/12 Dezember), Sheffield and Ramsgate (12/13 Dezember), London (21/22 Dezember und 22./23. Dezember) Manchester und London (23./24. Dezember). Am 29./30. Dezember flog es zusammen mit anderen Geschwadern einen Luftangriff mit 136 Bombern auf die Londoner Innenstadt, bei dem es zu einem Großbrand kam.
Im Januar verlagerte sich der Schwerpunkt der Luftangriffe auf Hafenstädte wie Cardiff und Salisbury am 2./3. Januar, Dungeness (3./4. Januar), Hastings (9./10. Januar), Portsmouth (10./11. Januar), Southampton (19./20. Januar) und Newcastle. (29./30. Januar) Am 9./10. Februar traf es dann Plymouth und erneut Birmingham, bevor die I. Gruppe am 14./15. Februar an einem Nachtangriff auf London teilnahm. Zusammen mit dem Kampfgeschwader 28 attackierte es am 19./20. Februar Southampton und Brighton. Anschließend rückten am 20./21. Februar wieder die Hafenstädte Swansea, Portsmouth, Eastbourne und Cardiff und am 26./27. Februar wieder Brighton, Cardiff und Southampton in den Vordergrund.
Im März 1941 lag der Stab in Amiens-Glisy, die II. Gruppe kehrte von der Umrüstung in Münster-Handorf nach Rosières-en-Santerre zurück und die III. Gruppe wechselte auf den Flugplatz Roye-Amy. (Lage) Die nächtlichen Luftangriffe auf ausgewählte Ziele setzten sich auch im März fort. So wurden am 1./2. und am 3./4. März die walisische Hauptstadt Cardiff, am 8./9. und 9./10. London, vom 10./11. März Portsmouth und am 12./13. März Liverpool, Eastbourne und Brighton attackiert. Am 13. und 14. März beteiligte sich die I. Gruppe an den Bombardierungen von Clydebank, eine besonders für ihre Werften bekannte Stadt nahe Glasgow. Die Kleinstadt wurde dabei weitgehend zerstört. Es handelte sich um die schlimmsten Verwüstungen und die heftigsten Verluste an Menschenleben, die Schottland im Zweiten Weltkrieg erlebte. Ungefähr 1200 Menschen starben, 1000 wurden schwer verletzt und Hunderte weitere erlitten vor allem durch herumfliegende Trümmerteile leichtere Verwundungen. Während der zwei Nächte warfen insgesamt 439 Bomber der Luftwaffe mehr als 1650 Brandbomben und 272 Tonnen Sprengbomben ab. Von den ungefähr 12.000 Häusern der Stadt blieben nur acht unbeschädigt; 4.000 wurden völlig zerstört und 4.500 schwer beschädigt. Mehr als 35.000 Menschen wurden obdachlos. Mit weiteren Luftangriffe auf Southampton am 14./15. März und Hull am 18./19. März endete der Monat. Die I. Gruppe wurde am 24. März umbenannt in III. Gruppe des Kampfgeschwaders 40 (III./KG 40) und schied somit aus dem Geschwaderverband aus. Eine neue I. Gruppe entstand erst am 8. Juni 1942, als die III./KG 26 in I./KG 1 umbenannt wurde.

Rettungsmannschaften suchen nach verschütteten Überlebenden nach einem Luftangriff auf Belfast

Im April 1941 griff die III. Gruppe in der ersten Nacht Birmingham und am 3./4. April die am Ärmelkanal gelegene Stadt Poole an. Die II. Gruppe attackierte unterdessen in der Nacht des 7. auf den 8. April die Städte Liverpool, Bristol und Glasgow. Anschließend wurden erneut Coventry und Birmingham am 8./9. und 10./11. April angegriffen. In der Nacht des 15. auf den 16. April erfolgte ein Luftangriff auf die nordirische Hauptstadt Belfast. Rund 200 deutsche Bomber warfen ihre Bomben ab. Dabei starben rund 900 Zivilisten und 1500 wurden verwundet. Das Geschwader beteiligte sich am 19./20. April auch am schwersten Luftangriff im April, als 712 Bomber ihre Bomben auf London abwarfen.
Auch im Mai setzte das Geschwader seine nächtlichen Luftangriffe auf Ziele auf der britischen Insel fort. Am 3./4. Mai traf es Great Yarmouth und Kingston upon Hull und am 6./7. Mai Newcastle, alle an der englischen Ostküste gelegen. Danach wendete es sich vom 8. bis 10. Mai Nottingham und Upper Heyford zu. Anschließend traf es die beiden Kleinstädte Watton und Sutton Bridge am 11./12. April. In einer letzten Anstrengung griff das Geschwader im Zeitraum vom 19. zum 27. Mai die Städte Ipswich, Lowestoft, Harwich, Dover, Hunstanton an. Der letzte Luftangriff erfolgte am 1./2. Juni, als die II. Gruppe Manchester anflog. Anschließend wurden der Stab, die II. und die III. Gruppe nach Osten, an die Grenze zur Sowjetunion verlegt.

### Deutsch-Sowjetischer Krieg

#### 1941
Ab dem 22. Juni 1941 nahm das Geschwader mit der II. und III. Gruppe am Überfall auf die Sowjetunion teil. Zu Beginn lag der Geschwaderstab und die II. Gruppe in Powunden (Lage) und die III. Gruppe in Eichwalde (Lage). Das Geschwader ging mit einem Bestand von 60 Bombern (darunter 59 Ju 88A und 1 He 111H) in den Feldzug und war dem I. Fliegerkorps der Luftflotte 1 im Nordabschnitt der Ostfront unterstellt.
Vom ersten Tag bis zum 28. Juni unterstützte die II. Gruppe durch Luftangriffe das XXXXI. Armeekorps (mot.) der Panzergruppe 4 beim Vormarsch auf Šiauliai. Die III. Gruppe bombardierte während dieser Zeit die sowjetischen Flugplätze in Ventspils, in Liebau, in Jelgava und in Riga. In den ersten drei Tagen verlor das Geschwader 18 Bomber durch sowjetische schwere Flugzeugabwehrkanonen. Anschließend intervenierte die II. Gruppe im Bereich der Panzergruppe 4 beim Übergang über die Düna bei Dünaburg. Anfang Juli rückte die Bekämpfung der baltischen Flotte der sowjetischen Marine in der Ostsee und im Finnischen Meerbusen in den Vordergrund. Anschließend bekämpfte das Geschwader ab dem 23. Juli Eisenbahnziele auf den Strecken nach Leningrad. Der Stab, die II. und III. Gruppe wechselten während dieser Zeit auf den Fliegerhorst Saborowka (Lage), der als Feldflugplatz errichtet wurde. Im August wechselte der Schwerpunkt wieder auf die Schiffsbekämpfung, insbesondere auf der Ostsee zwischen Tallin, Narva und Kronstadt. Als sowjetische Truppen ab dem 28. August über See aus Tallin evakuiert wurden, beteiligte sich das Geschwader, zusammen mit anderen, an der Bekämpfung der auslaufenden Schiffe mittels Bombenabwurf. Durch Luftangriffe, Angriffe mit Schnellbooten und durch Minen sanken auf sowjetischer Seite bei der Evakuierung von Tallin mindestens 52 Schiffe (darunter die 5 Zerstörer Jakow Swerdlow, Kalinin, Wolodarski, Artjom und Skory) wurden versenkt. Dabei kamen bis zu 25.000 Menschen ums Leben.

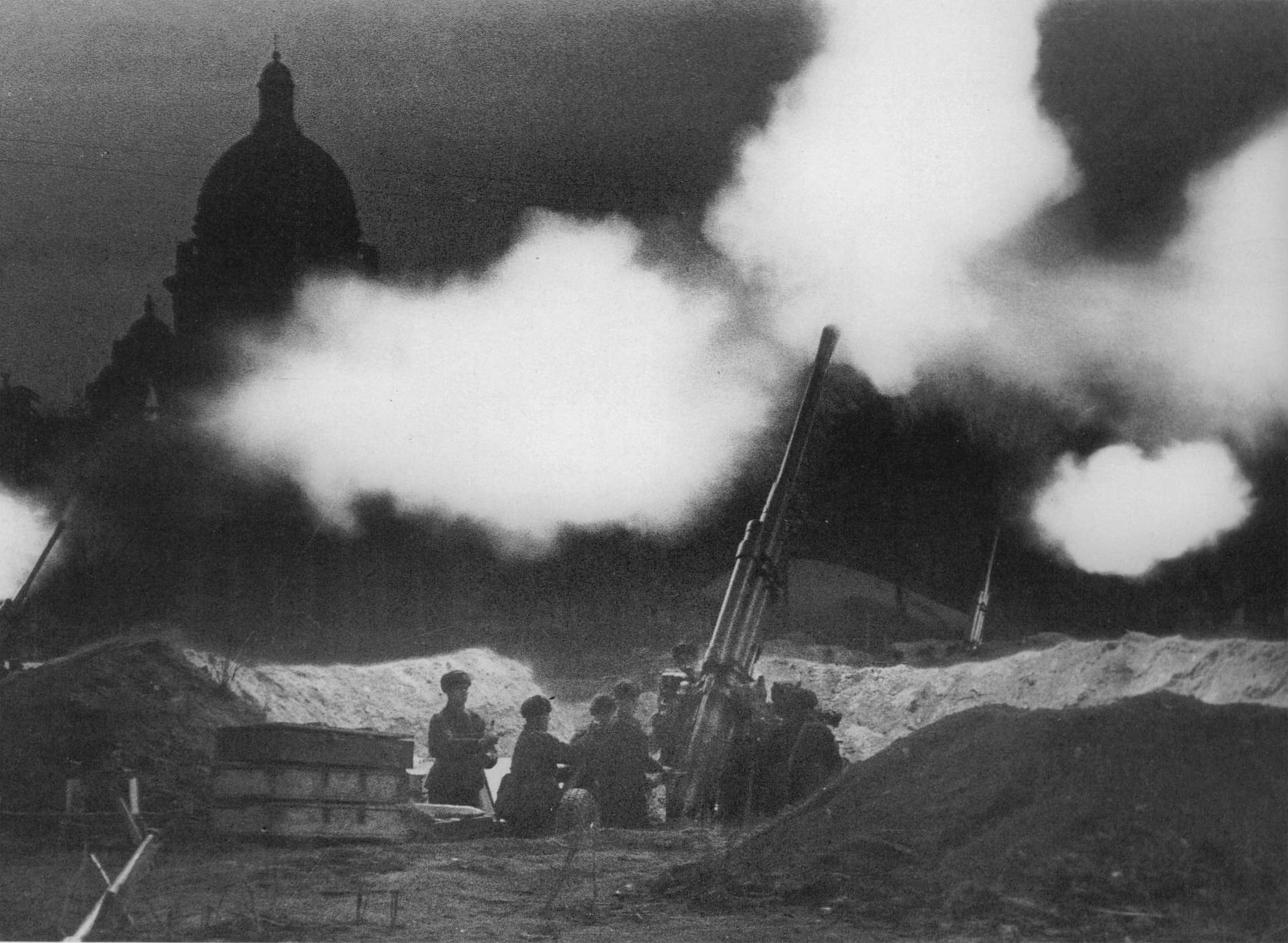
Abwehrfeuer in der Nähe der Isaakskathedrale während eines Luftangriffs auf Leningrad, 1941

Die II. Gruppe erhielt im September die neue Junkers Ju 88A-4 statt der bisher verwendeten Ju 88A-1 oder A-5. Diese war mit dem weiterentwickelten Jumo 211 J-Motor ausgestattet, der 220 PS mehr leistete und dem Bomber eine um 40 km/h höhere Geschwindigkeit und eine um 600 kg höhere Bombenlast verlieh.
Als sich im September deutsche Truppen der Millionenstadt Leningrad näherten und damit die Leningrader Blockade einläuteten, führte die III. Gruppe am 7./8. September einen Luftangriff auf die Innenstadt durch. Insgesamt 27 Bomber warfen 327 Brandbomben ab, die hunderte Feuer auslösten und mehrere Zivilisten töteten. Auch wurde ein Lebensmittellager mit 3.000 Tonnen Mehl und 2.500 Tonnen Zucker zerstört. Es folgten bis Ende des Jahres weitere Luftangriffe, zumeist während der Dunkelheit, um dem schweren Flak-Feuer und dem 5., 7., 44. und 191 Jagdflieger-Regiment der sowjetischen Luftwaffe zu entgehen. Dabei warfen insbesondere die Kampfgeschwader 1, 76 und 77 bis Ende des Jahres 66.200 Brand- und 3.499 Sprengbomben ab. Ende September und Anfang Oktober zerstörte das Geschwader Eisenbahnstrecken rund um den Ilmensee, wo unter anderem auch die Bahnstrecke Leningrad–Moskau betroffen war. Eisenbahnanlagen wurden auch in den Städten Tichwin und Tschudowo angegriffen. Im Oktober wechselte das gesamte Geschwader auf den Fliegerhorst Dno-Griwotschki (Lage), einen ehemaligen Feldflugplatz der sowjetischen Luftwaffe. Das Geschwader blieb bis zum April 1942 dort, musste dann aber weichen, da die Start- und Landebahn, die einen Grasuntergrund hatte, im Frühjahr völlig aufgeweicht und unbenutzbar war. Beide Gruppen stemmten sich Ende Dezember gegen die sowjetische Gegenoffensive im Bereichs des Ilmensees.

#### 1942
Am 2. Januar 1942 bombardierte das Geschwader die Eisstraße zwischen Leningrad und dem Hinterland, über die die gesamte Lebensmittelversorgung der Großstadt lief. Anfang Januar begann die Rote Armee im Nordabschnitt der Ostfront mit einer Reihe von Offensiven, die das Eingreifen des Geschwaders erforderten. Unter winterlichen Bedingungen unterstützte es die 18. Armee in der Schlacht am Wolchow. Als Mitte Januar deutsche Truppen im Kessel von Cholm eingeschlossen wurden, warfen die Bomber auch Versorgungsbomben in die eingeschlossene Stadt, da kein geeigneter Flugplatz zur Verfügung stand. Auch bei dem größeren Kessel von Demjansk griff das Geschwader durch Luftangriffe auf feindliche Stellungen in die Bodenkämpfe ein. Am 4. und 5. April nahmen Teile des Geschwaders, vom Fliegerhorst Dno aus, am „Unternehmen Eisstoß“ teil. Zusammen mit Teilen der Sturzkampfgeschwader 1 und 2, des Kampfgeschwaders 4 und des Jagdgeschwaders 54 griffen sie Kriegsschiffe der baltischen Flotte im Leningrader Hafen an. Dabei beschädigten sie das Schlachtschiff Oktjabrskaja Rewoljuzija durch vier Bombentreffer, den Kreuzer Maksim Gorki durch sieben Treffer mittleren Kalibers, die Kreuzer Kirow und Petropawlowsk und den Zerstörer Silny durch je einen schweren Treffer, sowie den Zerstörer Grosjaschtschi, den Minenleger Marti und das Schulschiff Swir durch leichtere Treffer. Beschädigt wurden außerdem die Zerstörer Stoyki und Swirepy sowie die Unterseeboote M-79, P-2 und P-3. Als Ende April/Anfang Mai die Einbrüche der Roten Armee in die Front abgeriegelt waren und teilweise zurückgeschlagen werden konnten, verlegte die III. Gruppe am 21. April zurück nach Insterburg (Lage), um dort aufgefrischt zu werden. Bereits am 22. Mai kam sie mit 31 Ju 88A-4 an die Front zurück und bezog den Fliegerhorst Pleskau-Süd. Nun zog sich die II. Gruppe für einen Monat von der Front zurück und kehrte dann mit 26 Ju 88A-4 und 4 Ju 88C-6 auf den Fliegerhorst Dno-Griwotschki zurück. Die Ju 88C-6 war im Gegensatz zur Ju 88A-4 mit einer nach vorn feuernden 20-mm-Kanone ausgestattet und damit besonders für die Bekämpfung von Eisenbahnzielen geeignet.
Ab dem 22. Juni flog die II. Gruppe bewaffnete Aufklärung über dem finnischen Meerbusen, an dessen Ende Leningrad lag. Im Juli 1942 wechselte sie auf den Fliegerhorst Briansk, der im Mittelabschnitt der Ostfront lag. Dort war sie dem Luftwaffenkommando Ost unterstellt. Von dort aus griff sie Eisenbahnziele und Truppenkonzentrationen an und zerstörte Panzeransammlungen aus der Luft. Ab dem 7. August war sie im Raum Rschew eingesetzt, wo schon seit Monaten die Schlacht von Rschew tobte. Dort intervenierte sie zugunsten der 9. Armee, die dadurch die Front vorläufig halten konnte. Bei diesem Einsatz starb der Geschwaderkommodore Oberstleutnant Paul Schemmell, dessen Ju 88A-4 (Geschwaderkennung V4+AA) nordöstlich von Rschew von einem sowjetischen Jäger abgeschossen wurde und seitdem vermisst blieb. Anschließend unterstützte sie die 2. Panzerarmee beim Unternehmen Wirbelwind, das letztendlich aber scheiterte. Im September versammelte sich der Geschwaderstab, die II. und III. Gruppe auf dem Fliegerhorst Siwerskaja (Lage) im Norden der Ostfront. Die neue I. Gruppe entstand am 8. Juni 1942 in Lübeck-Blankensee aus der umbenannten III. Gruppe des Kampfgeschwaders 26. Diese verlegte im Juni erst nach Rennes und im August nach Avord (Lage) in das besetzte Frankreich und führte dort bei der alliierten Landung in Dieppe Luftangriffe durch. Anschließend verlegte sie mit 31 Ju 88A-5 und 1 Ju 88A-4 auf den Fliegerhorst Dno-Griwotschki im Norden der Ostfront. Am 3. September kollidierte der Geschwaderkommodore Major Hans Keppler mit seiner Ju 88 A-4 (Geschwaderkennung V4+CD) in der Luft mit einem deutschen Jäger und stürzte ab. Nach dem Aufschlag der Maschine östlich von Mga südlich des Ladogasees konnte er nur noch tot geborgen werden. Sein Nachfolger wurde Major Heinrich Lau. Während des Septembers war das Geschwader im Raum Demjansk und des Ilmensees aktiv und leistete den Bodentruppen durch Luftangriffe Unterstützung.

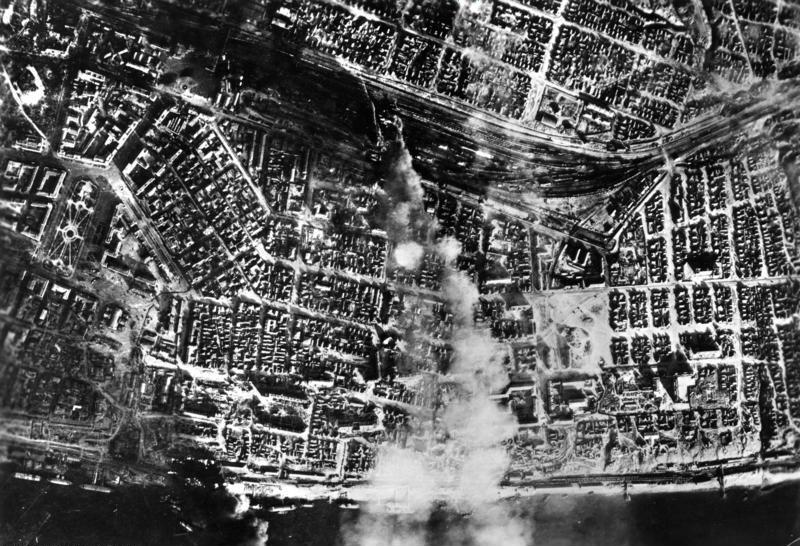
Luftaufnahme vom Bahnhof Stalingrad

Im Oktober verlegte das Geschwader nach Morosowskaja (Lage) in den Südabschnitt der Ostfront. Dort war es dem VIII. Fliegerkorps der Luftflotte 4 zugeteilt, die den deutschen Angriff auf Stalingrad und den Vormarsch in den Kaukasus unterstützte. Von Morosowskaja aus flog das Geschwader am 10. Oktober Luftangriffe auf die sowjetische Ölindustrie in Grosny, am 16. Oktober auf Stalingrad und am 18. Oktober auf Astrachan an der Wolgamündung.
Anschließend verlegte die I. und II. Gruppe Anfang November auf den Fliegerhorst Orscha-Süd (Lage) in den Bereich der Heeresgruppe Mitte und stand unter dem Kommando der 1. Flieger-Division des Luftwaffenkommandos Ost. Schwerpunktmäßig kämpften sie im Raum um Welikije Luki, wo es der Roten Armee gelang, deutsche Truppen einzukesseln. Inzwischen kam es im Süden der Ostfront ab Ende November zur großen Gegenoffensive der Roten Armee, die große Frontverschiebungen verursachte, so dass die I. und II. Gruppe im Dezember in den Süden auf den Fliegerhorst Urasowo (Lage) bei Charkow gingen.
Der Geschwaderstab und die III. Gruppe gingen im November zurück in die Heimat auf den Fliegerhorst Königsberg-Neuhausen (Lage), um dort aufgefrischt zu werden.

#### 1943
Im Januar 1943 kehrte die III. Gruppe mit 34 Ju 88A-4 auf den Fliegerhorst Dno-Griwotschki im Norden der Ostfront zurück. Dort war sie der Luftflotte 1 zugeteilt. Zeitgleich wechselte die II. Gruppe ebenfalls nach Königsberg-Neuhausen, um dort aufgefrischt zu werden. Die I. Gruppe lag zu dieser Zeit mit 31 Ju 88A-4 auf dem Fliegerhorst Charkow im Süden der Ostfront im Bereich der Luftflotte 4. Der Geschwaderstab befand sich weiterhin zur Auffrischung in Königsberg-Neuhausen. In dieser Zeit befanden sich die Bodentruppen an vielen Fronten unter starken Druck und mussten sich teilweise hunderte Kilometer zurückziehen, so dass die Bombergruppen zu Luftangriffen auf feindliche Stellungen oder Truppenbereitstellungen des Gegners eingesetzt wurden. Die 9. Staffel der III. Gruppe erhielt die neue Bezeichnung 9.(Eis.)/KG 1, da sie speziell zur Eisenbahnbekämpfung eingesetzt wurde. Dazu hatte sie die Ju 88C-6 in ihren Reihen, die eine nach vorn feuernde 2-cm-Kanone hatte. Damit konnten sie ganze Züge in Brand setzen und zerstören.

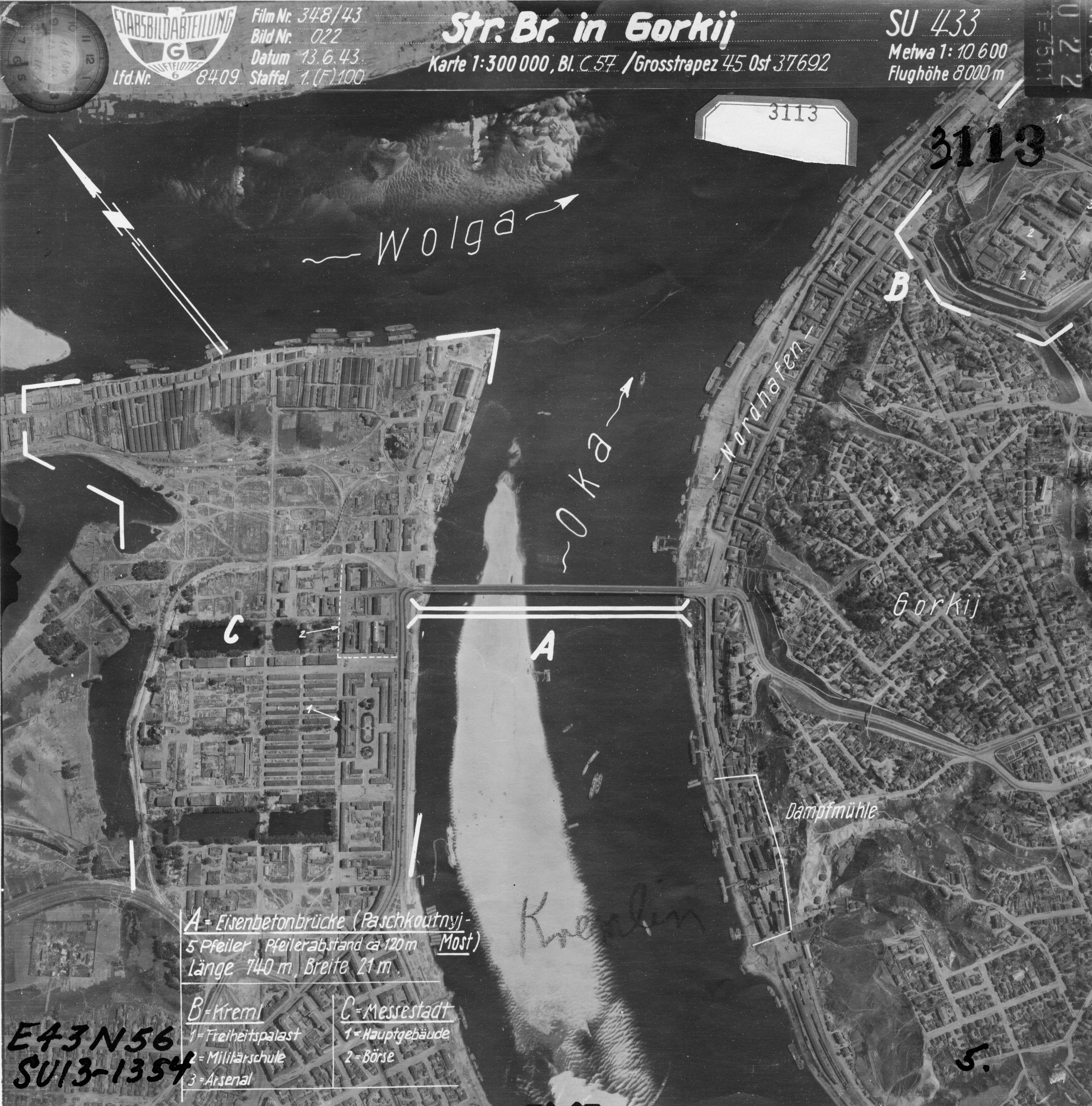
Luftaufnahme von Gorki

In Vorbereitung auf das Unternehmen Zitadelle verlegte die III. Gruppe im Mai auf den Fliegerhorst Orel-West (Lage) in den Mittelabschnitt der Ostfront. Sie bekam ihre Anweisungen von der 1. Fliegerdivision der Luftflotte 6. Ab dem 2. Juni bombardierte sie, zusammen mit anderen Geschwadern Bahnanlagen in Kursk, Jelez und Woronesch. Vom 5. bis 22. Juni beteiligte sie sich an den Luftangriffen auf Gorki, wo insbesondere die Flugzeugwerk Nr. 21 Ordschonikidse und das Automobilwerk im Focus standen. In mehreren Nachtangriffen starben 254 Zivilisten und 28 Soldaten der Luftverteidigung. Weitere über 500 Zivilisten und 27 Soldaten wurden verletzt. In der Automobilfabrik wurden 52 Gebäude zerstört und eine große Anzahl von Geräten wurde außer Betrieb gesetzt.
Als dann am 5. Juli der Angriff auf den Kursker Frontbogen begann, unterstützte die III. Gruppe den nördlichen Angriffskeil, der durch die 9. Armee gebildet wurde. Durch Luftangriffe auf das tiefgestaffelte sowjetische Verteidigungssystem sollte den angreifenden deutschen Truppen der Weg geebnet werden. Diesen gelang jedoch kein operativer Durchbruch und nachdem die Rote Armee am 12. Juli die Offensive im Orelbogen begann, musste die Offensive abgebrochen werden. Die III. Gruppe bekämpfte nun ebenfalls diese Offensive, musste aber Ende Juli auf den Fliegerhorst Seschtschinskaja ausweichen, da Orel am 5. August von den Sowjets befreit wurde. Anschließend verlegte die III. Gruppe bis auf die 9. Staffel nach Flensburg. Die 9. (Eis.)/Staffel, die der letzte Truppenteil des Geschwaders an der Ostfront war, verlegte am 18. September nach Stary Bychow in den Mittelabschnitt der Ostfront. Ihr Schwerpunkt blieb die Bekämpfung von Eisenbahnzielen. Im Januar standen ihr 7 Ju 88A-4, 2 Ju 88C-6 und 1 Ju 88A-14 zur Verfügung. Am 1. Februar 1944 erhielt sie die neue Bezeichnung 14. (Eis.)/Staffel.

### Italien 1943
Der Geschwaderstab und die I. Gruppe gingen im Mai, die II. Gruppe im April 1943 nach Italien, wo sie dem II. Fliegerkorps der Luftflotte 2 unterstellt waren. Zu dieser Zeit neigten sich die Kämpfe in Nordafrika, im Brückenkopf von Tunis, dem Ende zu und es zeichnete sich eine Niederlage für die deutschen Truppen und ihre italienischen Verbündeten ab. Das Geschwader bezog die Plätze in Piacenza (Lage) und Grottaglie (Lage). Insgesamt standen 69 Junkers Ju 88A-4 und A-14 bereit. Die II. Gruppe flog vom 10. bis zum 27. April Luftschutz für die Schiffskonvois, die Nachschub nach Nordafrika brachten. Nachdem am 14. Mai die deutschen und italienischen Truppen in Nordafrika kapituliert hatten, bereiteten sich die Achsenmächte Deutschland und Italien auf eine alliierte Invasion in Italien vor. Zu dieser Zeit befand sich das Geschwader auf dem Fliegerhorst Airasca (Lage). Als am 9. Juli die alliierte Landung auf Sizilien begann, verlegten die I. und die II. Gruppe nach Foggia. In den ersten Tagen bombardierte das Geschwader Hafenstädte in Tunesien und Algerien, um Truppen- und Nachschubtransporte zu unterbinden, und alliierte Schiffskonvois und Ankerplätze. In der Folge griff es Hafenstädte auf Sizilien an, so am 17. und 22. Juli Syrakus, am 22. Juli Malta, am 27. Juli Gela und am 4. August Palermo. Beim Luftangriff auf den Hafen von Augusta am 21. Juli traf es die britischen Frachter Ocean Virtue und Empire Florizel, die unter Verlust von neun Besatzungsmitgliedern zerstört wurden. Da der alliierte Vormarsch nicht gestoppt werden konnte, setzten diese am 3. September auf das italienische Festland über. Als am 9. September die 5. US-Armee im Golf von Salerno landete, führte das Geschwader einen Luftangriff auf Neapel durch. Anschließend gab das Geschwader seine Flugzeuge an die Kampfgeschwader 54 und 76 ab und verlegte nach Norditalien. Dort wurde es mit Besatzungs- und Verwaltungsaufgaben betraut, bevor es im November nach Burg und Brandis zurückkehrte.

### Umrüstung und Auflösung 1943/44

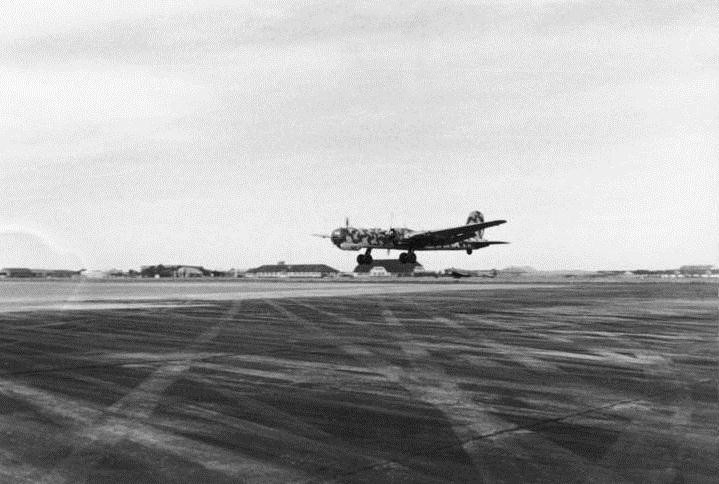
Start einer Heinkel He 177

Nachdem der Geschwaderstab, die I., II. und III. Gruppe im November 1943 ohne Flugzeuge nach Deutschland auf die Flugplätze Burg (Lage), Brandis (Lage) und Flensburg (Lage) zurückkehrte, begann die Umrüstung auf neue Flugzeugmuster. Der Geschwaderstab, die I. und II. Gruppe waren mit der Umrüstung auf die Heinkel He 177 vorgesehen, einem viermotorigen Bomber mit großer Reichweite und hoher Bombenlast. Da die He 177 über je zwei gekoppelte Daimler-Benz-DB-610-Motoren pro Seite verfügte, die über ein Getriebe eine gemeinsame Propellerwelle antrieben, sah sie rein äußerlich wie ein zweimotoriges Flugzeug aus. Mit einer Startleistung von 5900 PS erreichte sie eine Höchstgeschwindigkeit von 488 km/h auf optimaler Höhe und eine Bombenlast von bis zu 7300 kg. Die Kopplung von zwei Motoren auf eine Luftschraube verursachte häufige Überhitzungen mit anschließenden Motorbränden und blieb während ihrer gesamten Einsatzzeit ein ungelöstes Problem. Im Januar 1944 erhielten der Geschwaderstab und die II. Gruppe ihre ersten He 177A-3. Die I. Gruppe erhielt im März ihre ersten Flugzeug.
Währenddessen sollte die III. Gruppe in Flensburg auf die Junkers Ju 88P-1 umgerüstet werden. Diese hatte eine 7,5-cm-Bordkanone BK 7,5 unter dem Rumpf, die zur Panzerbekämpfung aus der Luft geeignet war. Diese erreichte aber nie die Einsatzreife, da die Belastung durch die schwere Waffe sich als zu groß für die Maschine erwies. Aufgrund dessen wurde die III. Gruppe am 24. März aufgelöst und das Personal auf die beiden anderen Gruppen verteilt.
Anfang Juni 1944 gingen der Geschwaderstab, die I. und die II. Gruppe auf den Fliegerhorst Prowehren (Lage) und wurden dem IV. Fliegerkorps an der Ostfront unterstellt. Sie waren ursprünglich dafür auserkoren, Luftangriffe auf weit hinter Front liegende industrielle Ziele wie Kraftwerke, Ölraffinerien oder Rüstungsfabriken durchzuführen. Als nach Beginn er sowjetischen Sommeroffensive allerdings die Front der Heeresgruppe Mitte zusammenbrach, mussten die schweren Bomber zur mittelbaren und unmittelbaren Unterstützung der Bodentruppen eingesetzt werden. So bombardierten sie am 25. Juni das Hauptquartier des sowjetischen 80. Schützenkorps und am 26. Juni die Bahnhöfe in Kalinkovichi, Gomel und Welikije Luki. Am 28. Juli griffen sie eine Truppenkonzentration der sowjetischen 2. Garde-Panzerarmee an. Dies war der letzte Luftangriff des Geschwaders, da die He 177 für diese Art von Luftangriffen nicht geeignet war. Da auch das für die Luftwaffe verfügbare Flugbenzin sich inzwischen verringert hatte, entschied sich die Luftwaffenführung, die He-177-Bomber stillzulegen und zu verschrotten. Der Geschwaderstab, die I. und II. Gruppe wurden im August 1944 aufgelöst, ebenso die neue III. Gruppe, die erst im Juni aus der I. Gruppe des Kampfgeschwaders 100 durch Umbenennung entstanden war. Das Personal wechselte in das neu aufgestellte Jagdgeschwader 7.

## Kommandeure

### Geschwaderkommodore
| Dienstgrad     | Name             | Zeit                                  |
| -------------- | ---------------- | ------------------------------------- |
| Oberst         | Ulrich Kessler   | 1. Mai 1939 bis 17. Dezember 1939     |
| Oberstleutnant | Ernst Exss       | 18. Dezember 1939 bis 15. Juli 1940   |
| Oberst         | Josef Kammhuber  | 15. Juli 1940 bis 18. Juli 1940       |
| Generalmajor   | Karl Angerstein  | 18. Juli 1940 bis 1. März 1942        |
| Major          | Herbert Lorch    | 2. März 1942 bis 30. Juni 1942        |
| Oberstleutnant | Paul Schemmell † | 30. Juni 1942 bis 14. August 1942     |
| Major          | Hans Keppler †   | 15. August 1942 bis 3. September 1942 |
| Major          | Heinrich Lau     | 12. September 1942 bis 18. März 1943  |
| Oberstleutnant | Horst von Riesen | 19. März 1943 bis August 1944         |

### Gruppenkommandeure

#### I. Gruppe
- Oberstleutnant Robert Krauß, 1. Mai 1939 bis 1. November 1939
- Major Ludwig Maier, 4. November 1939 bis 5. September 1940
- Hauptmann Hermann Crone, 13. September 1940 bis 19. Dezember 1940[60]
- Major Walther Herbold, 20. Dezember 1940 bis 24. März 1941
- Oberstleutnant Hellmut Schalke, 7. Mai 1942 bis 8. Juli 1942[61]
- Major Werner Dahlke, 9. Juli 42 bis 26. Juni 1943[62]
- Major Günther Hoffmann-Loerzer, 26. Juni 1943 bis 17. Februar 1944[63]
- Major Manfred von Cossart, 17. Februar 1944 bis 20. August 1944[64]

#### II. Gruppe
- Major Benno Kosch, 1. Mai 1939 bis 7. September 1940[65]
- Hauptmann Otto Stams, Januar 1941 bis 27. Juni 1941[66]
- Hauptmann Emil Enderle, Juni 1941 bis 3. November 1941 †[67]
- Hauptmann Karl-Heinz Lüdicke,  November 1941 bis ?
- Major Herbert Lorch, 8. Januar 1942 bis August 1942[68]
- Hauptmann Heinz Laube, August 1942 bis 8. Dezember 1942 †[69]
- Major Horst von Riesen, 21. Januar 1943 bis 17. März 1943[70]
- Major Günther Dörffel, 1. April 1943 bis 1. Juli 1943[71]
- Hauptmann Klaus Mohr, 1. Juli 1943 bis 12. August 1943[72]
- Hauptmann Martin Rohrdantz, September 1943 bis 25. August 1944

#### III. Gruppe
- Major Otto Schnelle, 15. Dezember 1939 bis 10. Mai 1940 †[73]
- Major Hans Steinweg, 10. Mai 1940 bis 22. Juni 1940[74]
- Major Willibald Fanelsa, 22. Juni 1940 bis 27. August 1940[75]
- Hauptmann Heinz Fischer, 1. April 1941 bis 11. April 1941[76]
- Major Walter Lehweß-Litzmann, April 1941 bis Oktober 1941[77]
- Hauptmann Hans Keppler, 1. November 1941 bis 19. August 1942[78]
- Hauptmann Werner Kanther, 20. August 1942 bis 1. April 1944[79]
- Hauptmann Kurt Maier, Mai 1944 bis August 1944

#### IV. Gruppe
- Hauptmann Herbert Lorch, 10. April 1941 bis 5. Mai 1941[80]
- Hauptmann Werner Dahlke, 6. Mai 1941 bis 20. Juli 1942[81]
- Hauptmann Günther Hoffmann-Loerzer, 1. August 1942 bis 23. November 1942[82]
- Major Manfred von Cossart, 24. November 1942 bis 4. Februar 1944[83]
- Major Siegfried von Cramm, 5. Februar 1944 bis 31. August 1944[84]

## Auszeichnungen
Bekannte Träger des Ritterkreuz des Eisernen Kreuzes oder höherer Stufen des Kampfgeschwaders 1.
| Name                  | Dienstgrad         | Einheit   | Ritterkreuz   |
| --------------------- | ------------------ | --------- | ------------- |
| Angerstein, Karl      | Oberst             | Stab/KG 1 | 1. Nov. 1940  |
| Ballasko, Otto        | Oberleutnant       | 9./KG 1   | 13. Aug. 1942 |
| Brückner, Wolfgang †  | Oberleutnant       | 3./KG 1   | 1. März 1944  |
| Hart, Rolf            | Leutnant           | 9./KG 1   | 15. Okt. 1942 |
| Keppler, Hans         | Major              | III./KG 1 | 20. Aug. 1942 |
| Kosch, Benno          | Oberstleutnant     | II./KG 1  | 1. Okt. 1940  |
| Kraus, Adolf †        | Oberfeldwebel      | 4./KG 1   | 25. Nov. 1942 |
| Lindinger, Eduard     | Feldwebel          | 7./KG 1   | 9. Dez. 1942  |
| Lorch, Herbert †      | Major              | II./KG 1  | 5. Jan. 1943  |
| Mevissen, Kurt        | Unteroffizier (OA) | 10./KG 1  | 19. Sep. 1942 |
| Michael, Hermann †    | Hauptmann          | 10./KG 1  | 9. Okt. 1943  |
| Sprung, Helmuth       | Leutnant           | 7./KG 1   | 12. Nov. 1943 |
| Stams, Otto           | Hauptmann          | II./KG 1  | 1. Aug. 1941  |
| Sumpf, Hans †         | Oberleutnant       | 5./KG 1   | 29. März 1942 |
| Taeger, Erich         | Oberleutnant       | 7./KG 1   | 2. Okt. 1942  |
| Tscherning, Willy     | Oberfeldwebel      | 9./KG 1   | 18. Nov. 1944 |
| Wilhelm, Hans-Joachim | Oberleutnant       | 9./KG 1   | 29. Okt. 1944 |
| Winnerl, Rudolf       | Oberfeldwebel      | 4./KG 1   | 18. Apr. 1943 |

## Bekannte Geschwaderangehörige
- Siegfried Barth (1916–1997), war 1973, als Oberst der Luftwaffe der Bundeswehr, im Luftflottenkommando tätig
- Karl Heinz Behrens (1889–1940), war Gauobmann des Nationalsozialistischen Deutschen Ärztebunds (NSDÄB) für den Gau Hessen-Nassau
- Hans-Wolrad Dölling (1916–1997), war von 1971 bis 1975, als Brigadegeneral der Luftwaffe der Bundeswehr, Kommandeur des Bundeswehrkommandos USA und Kanada
- Fritz Dörner (1908–1976), war von 1959 bis 1967 erster Generalarzt der Luftwaffe der Bundeswehr
- Josef Kammhuber (1896–1986), war von 1957 bis 1962, als General der Luftwaffe der Bundeswehr, erster Inspekteur der Luftwaffe
- Reinhard von Kirchbach (1913–1998), war ein evangelisch-lutherischer Pastor, Propst und Autor
- Lambert Konschegg (1912–1977), war von 1945 bis 1962 ÖVP-Abgeordneter im Nationalrat, Vorstandsvorsitzender der Fluggesellschaft Austrian Airlines (AUA) und Präsident des Weltverbandes der Fluggesellschaften IATA
- Walter Lehweß-Litzmann (1907–1986), war von 1952 bis 1959 Chef der fliegerischen Ausbildung der KVP und NVA-Luftstreitkräfte und von 1959 bis 1970 Direktor des Flugbetriebs der Interflug in der DDR
- Wilhelm Wölfing (1883–1972), war ein Kaufmann und Hochseesegler